# Sveriges runinskrifter
Sveriges runinskrifter (in italiano Iscrizioni runiche svedesi) è un'edizione critica delle iscrizioni runiche trovate in Svezia. Il primo volume della serie risale al 1900 e fino al 1981 furono pubblicati 15 volumi.
Sveriges runinskrifter divenne il sistema di classificazione standard per le iscrizioni runiche svedesi. Ogni iscrizione era caratterizzata dal codice della provincia e dal numero di catalogo. Ad esempio:
- U 11 - Iscrizione runica dell'Uppland numero 11
- Ög 179 - Iscrizione runica dell'Östergötland numero 179

Oggi questo sistema di catalogazione è usato dai database elettronici, come il Rundata, e nelle pubblicazioni accademiche. Questo sistema di catalogazione è stato imitato da accademici di altre nazionalità.

## Elenco dei volumi
- Sven Söderberg, Erik Brate, Sveriges runinskrifter: I. Ölands runinskrifter, Stockholm, Kungl. Vitterhets Historie och Antikvitets Akademien, 1900-1906, ISSN 0562-8016.
- Erik Brate, Sveriges runinskrifter: II. Östergötlands runinskrifter, Stockholm, Kungl. Vitterhets Historie och Antikvitets Akademien, 1911-1918, ISSN 0562-8016.
- Erik Brate, Elias Wessen, Sveriges runinskrifter: III. Södermanlands runinskrifter, Stockholm, Kungl. Vitterhets Historie och Antikvitets Akademien, 1924-1936, ISSN 0562-8016.
- Ragnar Kinander, Sveriges runinskrifter: IV. Smålands runinskrifter, Stockholm, Kungl. Vitterhets Historie och Antikvitets Akademien, 1935-1961, ISSN 0562-8016.
- Hugo Jungner, Elisabeth Svärdström, Sveriges runinskrifter: V. Västergötlands runinskrifter, Stockholm, Kungl. Vitterhets Historie och Antikvitets Akademien, 1940-1971, ISSN 0562-8016.
- Elias Wessen, Sven B.F. Jansson, Sveriges runinskrifter: VI. Upplands runinskrifter del 1, Stockholm, Kungl. Vitterhets Historie och Antikvitets Akademien, 1940-1943, ISSN 0562-8016.
- Elias Wessen, Sven B.F. Jansson, Sveriges runinskrifter: VII. Upplands runinskrifter del 2, Stockholm, Kungl. Vitterhets Historie och Antikvitets Akademien, 1943-1946, ISSN 0562-8016.
- Elias Wessen, Sven B.F. Jansson, Sveriges runinskrifter: VIII. Upplands runinskrifter del 3, Stockholm, Kungl. Vitterhets Historie och Antikvitets Akademien, 1949-1951, ISSN 0562-8016.
- Elias Wessen, Sven B.F. Jansson, Sveriges runinskrifter: IX. Upplands runinskrifter del 4, Stockholm, Kungl. Vitterhets Historie och Antikvitets Akademien, 1953-1958, ISSN 0562-8016.
- (Non ci sono informazioni se il volume X è disponibile. Può non essere mai stato pubblicato.)
- Sven B.F. Jansson, Elias Wessen and Elisabeth Svärdström, Sveriges runinskrifter: XI. Gotlands runinskrifter del 1, Stockholm, Kungl. Vitterhets Historie och Antikvitets Akademien, 1962, ISSN 0562-8016.
- Sven B.F. Jansson, Elias Wessen and Elisabeth Svärdström, Sveriges runinskrifter: XII. Gotlands runinskrifter del 2, Stockholm, Kungl. Vitterhets Historie och Antikvitets Akademien, 1978, ISBN 91-7402-056-0, ISBN  ISSN 0562-8016.
- Sven B.F. Jansson, Sveriges runinskrifter: XIII. Västmanlands runinskrifter, Stockholm, Kungl. Vitterhets Historie och Antikvitets Akademien, 1964, ISSN 0562-8016.
- Sven B.F. Jansson, Sveriges runinskrifter: XIV.1. Närkes runinskrifter, Stockholm, Kungl. Vitterhets Historie och Antikvitets Akademien, 1975, ISBN 91-7192-204-0, ISBN ISSN 0562-8016.
- Sven B.F. Jansson, Sveriges runinskrifter: XIV.2. Värmlands runeinskrifter, Stockholm, Kungl. Vitterhets Historie och Antikvitets Akademien, 1978, ISBN 91-7402-066-8, ISBN ISSN 0562-8016.
- Sven B.F. Jansson, Sveriges runinskrifter: XV. Gästriklands runinskrifter, Stockholm, Kungl. Vitterhets Historie och Antikvitets Akademien, 1981, ISBN 91-7402-124-9, ISBN ISSN 0562-8016.